# Raión de Hálych
Raión de Hálych (en ucraniano: Галицький район) fue un raión o distrito de Ucrania en el óblast de Ivano-Frankivsk. En la reforma territorial de 2020, su territorio fue incluido en el raión de Ivano-Frankivsk.
Comprendía una superficie de 723 km².
La capital era la ciudad de Hálych.

## Demografía
Según estimación 2010 contaba con una población total de 65.640 habitantes.

## Otros datos
El código KOATUU es 2621200000. El código postal 77100 y el prefijo telefónico +380 3431.